# Erik Barnouw
Erik Barnouw (23 juin 1908 - 19 juillet 2001) est un historien américain de la radio et de la télévision.

## Biographie
Selon l'Encyclopédie Scribner des vies américaines, Erik Barnouw est né à La Haye aux Pays-Bas, fils d'Adriaan (professeur d'histoire) et d'Ann Eliza Barnouw (qui enseigne l'anglais). Les Barnouw arrivent en Amérique en 1919, après la fin de la Première Guerre mondiale, lorsque son père devient l'un des rédacteurs du Weekly Review et plus tard, professeur Queen Wilhelmina à l'Université Columbia. Erik fréquente l'école Horace Mann à New York. Par la suite, il fréquente l'Université de Princeton où il est rédacteur en chef du Nassau Literary Magazine. Après le succès de sa pièce Open Collars, qu'il a écrite pour le Princeton's Theatre Intime et qui parodie la vie des étudiants à l'université, Barnouw collabore avec Joshua Logan sur la pièce musicale Zuider Zee du Princeton Triangle Club. Au printemps de sa première année, lui et son compatriote Bretaigne Windust, ainsi que les juniors de Harvard Charles Crane Leatherbee et Kingsley Perry, contribuent pour 100 $ chacun à la fondation de University Players, une société de production à West Falmouth à Cap Cod, Massachusetts. Au cours de cinq étés à Cap Cod et de deux saisons d'hiver à Baltimore, Maryland, la société donne le coup d'envoi professionnel aux carrières d'acteur de futures stars telles que Margaret Sullavan, Henry Fonda, Joshua Logan, Myron McCormick, Kent Smith, James Stewart, et Mildred Natwick.
Avant de devenir professeur à l'Université Columbia en 1946, Barnouw passe le milieu des années 1930 à écrire, produire et diriger un certain nombre d'émissions de radio pour les réseaux de radio CBS et NBC. Il enseigne également l'écriture pour la radio à Columbia à temps partiel. Pendant la Seconde Guerre mondiale, il supervise la division éducative du service radio des forces armées, basée à Washington, DC. Il remporte un prix Peabody en 1944 pour une série documentaire intitulée « Words at War ».
En 1949, Barnouw travaille avec le service de santé publique des États-Unis sur le projet VD Radio, une série de programmes créés pour lutter contre la syphilis. Le projet VD Radio présente une variété de programmes – messages d'intérêt public, entretiens avec des médecins et des patients, des feuilletons et des « ballades dramatiques » – et mobilise les efforts de célébrités pour produire ces programmes, notamment Alan Lomax, Adam Clayton Powell Jr., Hank Williams Sr., Jinx Falkenburg et Henry Fonda,.
Barnouw est élu président de la Writers Guild of America en 1957 et siège également au conseil des gouverneurs de l'Académie des arts et des sciences de la télévision.
En 1978, il devient chef de la nouvelle division du cinéma, de la radiodiffusion et du son enregistré de la Bibliothèque du Congrès.
Il est surtout connu pour son histoire de la radio et de la télévision américaines, une série de trois volumes publiée pour la première fois en 1966. Le volume 1, « A Tower in Babel », couvre la radio jusqu'en 1933 ; le deuxième volume, « The Golden Web », couvre la radiodiffusion jusque dans les années 1950 ; le dernier volume, « The Image Empire », traite de l'essor et de la croissance de la télévision. Le New York Times Book Reviews (28 novembre 1971, p. BR 59) salue le travail de Barnouw comme étant « continuellement lisible et extrêmement observateur ». Selon l'historien des médias Christopher H. Sterling, avant la publication de cette trilogie, « l'histoire de la radiodiffusion était alors largement limitée à quelques livres d'images populaires ».
Barnouw est également connu pour son histoire du cinéma documentaire et pour son film sur Hiroshima et Nagasaki, qui, selon le LA Times, a ébranlé l'industrie. En 1971, il reçoit le prix George Polk.
Il s'intéresse à l'histoire de la magie et est l'auteur du livre The Magician and the Cinema (1981) qui reçoit des critiques positives. C'est un ami du magicien John Mulholland. Au lycée, Barnouw catalogue les livres de magie de Mulholland. Depuis 1983, l'Organisation des historiens américains décerne le prix Erik Barnouw aux films sur l'histoire américaine.
En 2001, Barnouw meurt d'un cancer inopérable à Fair Haven, Vermont,.

## Publications
- A Tower in Babel: A History of Broadcasting in the United States To 1933, Oxford University Press, 1966.
- The Golden Web: A History of Broadcasting in the United States 1933–1953, Oxford University Press, 1968 [12]
- The Image Empire: A History of Broadcasting in the United States from 1953, Oxford University Press, 1970.
- Tube of Plenty: The Evolution of American Television, Oxford University Press, 1976 (deuxième édition mise à jour, 1992).
- Indian Film, Oxford University Press, 1962 (première édition, 1962, Oxford University Press).
- The Sponsor: Notes on a Modern Potentate, Oxford University Press, 1978 (nouvelle édition, 2005).
- Indian Film, Oxford University Press, 1980 (avec S. Krishnaswamy ).
- The Magician and the Cinema, Oxford University Press, 1981.
- International Encyclopedia of Communications, Oxford University Press, 1989. (éditeur)
- Documentary: A History of the Non-Fiction Film, Oxford University Press, 1993.
- Media Marathon, Duke University Press, 1996 (une autobiographie).
- Media Lost and Found, Fordham University Press, 2001.